# Jean Bottéro
Jean Bottéro (ur. 30 sierpnia 1914; zm. 15 grudnia 2007), francuski historyk, asyriolog, biblista, badacz starożytnego Bliskiego Wschodu.

## Najważniejsze prace
- La religion babylonienne, Paris, PUF, 1952.
- Mythe et rite de Babylone, Paris, Honoré Champion, 1985.
- Naissance de Dieu. La Bible et l’historien, Paris, Gallimard, 1986.
- Mésopotamie. L’écriture, la raison et les dieux, Gallimard/NRF, 1987
- Lorsque les dieux faisaient l’homme. Mythologie mésopotamienne, Paris, Gallimard, 1989. (współautor: Samuel Noah Kramer)
- Initiation à l’Orient ancien. De Sumer à la Bible, Paris, Le Seuil, 1992.
- L’épopée de Gilgamesh. Le grand homme qui ne voulait pas mourir, Paris, Gallimard, coll. « L’aube des peuples », 1992 (ISBN 2-07-072583-9). (redakcja i tłumaczenie)
- Il était une fois la Mésopotamie, Paris, Gallimard, « Découvertes Gallimard » (nº 191), 1993. (współautor: Marie-Joseph Stève )
- Babylone à l’aube de la notre civilisation, Paris, Gallimard, « Découvertes Gallimard » (nº 230), 1994 (ISBN 2-07-053255-0).
- Babylone et la Bible. Entretiens avec Hélène Monsacré, Paris, Les Belles Lettres, 1994.
- L’Orient ancien et nous. L’écriture, la raison et les dieux, Paris, Albin Michel, 1996. (współautorzy: Jean-Pierre Vernant i Clarisse Herrenscmidt)
- La plus belle histoire de Dieu. Qui est le dieu de la Bible ?, Paris, Le Seuil, 1997. (współautorzy: Joseph Moingt i Marc-Alain Ouaknin)
- La plus vieille religion : en Mésopotamie, Paris, Gallimard, 1998.
- La plus vieille cuisine du monde, Paris, Louis Audibert, 2002 (ISBN 2-84749-000-0).
- Au commencement étaient les dieux, Paris, 2004.